# Riz Gábor
Riz Gábor (Ózd, 1956. március 5. –) magyar általános iskolai tanító, okleveles felnőttképzési és művelődési menedzser, politikus; 2010. május 14. óta a Fidesz – Magyar Polgári Szövetség országgyűlési képviselője.

## Családja
Nős, felesége pedagógus, aki Borsodszentgyörgyön tanít. Két gyermek (Gabriella és Emese) édesapja, akik már végzett diplomások.

## Életrajz
1982-ben a Comenius Tanítóképző Főiskolán végzett az általános iskolai tanító szakon. 1998-ban a Kossuth Lajos Tudományegyetem Bölcsészettudományi Karán okleveles felnőttképzési és művelődési menedzser végzettséget szerzett.
2006 és 2010 között Ózd helyi önkormányzatának tagja. 2006 és 2010 között a Borsod-Abaúj-Zemplén Megyei Önkormányzat megyei közgyűlésének tagja. 2010 és 2014 között a Borsod-Abaúj-Zemplén Megyei Önkormányzat megyei közgyűlésének alelnöke.
2010. május 14. óta a Fidesz – Magyar Polgári Szövetség országgyűlési képviselője, jelenleg[mikor?] a Borsod-Abaúj-Zemplén vármegyei 3. számú országgyűlési egyéni választókerületben.
2010. május 14. és 2014. május 5. között a Gazdasági és informatikai bizottság tagja. 2013. szeptember 30. és 2014. május 5. között az Oktatási, tudományos és kutatási bizottság tagja. 2014. május 6. óta a Gazdasági bizottság tagja.